# إبرام بي. أولين
إبرام بي. أولين هو قاضي ومحامي وسياسي أمريكي، ولد في 21 سبتمبر 1808 في شافتسبوري في الولايات المتحدة، وتوفي في 7 يوليو 1879. نشط حزبياً في الحزب الجمهوري. وقد انتخب عضو مجلس النواب الأمريكي ‏.